# 미스탱게트

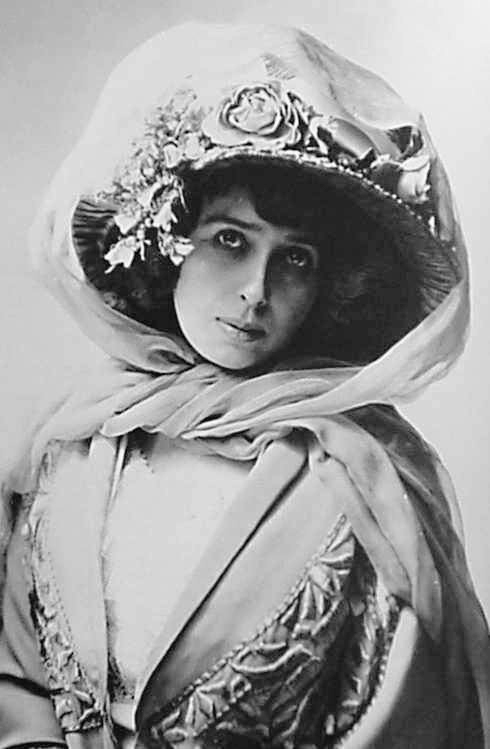

미스탱게트(Mistinguett, 본명: Jeanne Florentine Bourgeois, 1875년 4월 3일 ~ 1956년 1월 5일)는 프랑스의 여배우이자 가수이다. 한때 세계에서 가장 보수를 많이 받는 여성 엔터테인터이기도 했다.
미스탱게트는 파리 교회의 앙갱 레 방에서 태어난 레뷰계(界)의 대스타이다. 어릴 적에는 꽃파는 소녀였으나 1893년에 데뷔하였다. 1906년에 '물랭루주'에서 아파쉬 댄스를 추어 인기를 끌었다. 모리스 슈발리에와의 연애 등 화려한 화제가 많았으며, 1951년까지 활약하다가 뇌일혈로 사망하였다.